# Фоминогорська
Фо́миного́рська (рос. Фоминогорская) — присілок у складі Верховазького району Вологодської області, Росія. Входить до складу Чушевицького сільського поселення.

## Населення
Населення — 9 осіб (2010; 24 у 2002).
Національний склад (станом на 2002 рік):
- росіяни — 100 %